# Filozofia obiektywistyczna
Obiektywizm – światopogląd opracowany przez Ayn Rand (1905–1982). 
Rand po raz pierwszy sformułowała obiektywizm w swojej fikcji literackiej, szczególnie „Źródle” (1943), „Atlasie Zbuntowanym” (1957) oraz w późniejszych dziełach niefikcyjnych — esejach i książkach . Leonard Peikoff, filozof z zawodu i intelektualny spadkobierca Rand, przyczynił się do sformalizowania obiektywizmu – charakteryzuje go jako „zamknięty system”, który nie jest przedmiotem zmiany.
Centralnymi założeniami obiektywizmu jest przekonanie, że rzeczywistość istnieje niezależnie od świadomości, ludzie mają bezpośredni kontakt z rzeczywistością poprzez percepcję, człowiek jest w stanie osiągnąć wiedzę percepcją poprzez formowanie konceptów i induktywną logikę, że właściwym moralnym celem mojego życia jest podążanie za własnym szczęściem (racjonalnym interesem własnym), jedynym systemem społecznym spójnym z tą moralnością jest taki, który w pełni honoruje prawa jednostkowe ucieleśnione w kapitalizmie i idei laissez-faire oraz że rolą sztuki jest przemiana ludzkich metafizycznych idei poprzez wybiórczą reprodukcję rzeczywistości w fizyczną formę – dzieło sztuki – które człowiek może pojmować i odpowiadać emocjonalnie.
Akademiccy filozofowie w większości zignorowali bądź odrzucili filozofię Rand. Niemniej, obiektywizm miał znaczący wpływ na libertarian oraz amerykańskich konserwatystów. Ruch obiektywistyczny, który Rand założyła, próbuje rozpowszechniać jej idee do szerszej publiki i w akademickich środowiskach.
Rand początkowo wyrażała swoje idee w swoich książkach, szczególnie w „Źródle” oraz w „Atlasie Zbuntowanym”. Przedstawiała je głębiej w swoich czasopismach „The Objectivist Newsletter”, „The Objectivist”, „The Ayn Rand Letter” oraz w książkach takich jak „Wprowadzenie do Obiektywistycznej Epistemologii” i „Cnota Egoizmu”.
Nazwa „obiektywizm” wywodzi się z poglądu, że ludzka wiedza oraz wartości są obiektywne – istnieją i są zdeterminowane przez naturę rzeczywistości, do odkrycia przez ludzki umysł oraz nie są wytwarzane przez myśli człowieka. Rand powiedziała, że wybrała taką nazwę, gdyż jej preferowana nazwa na filozofię opartą na prymacie istnienia (egzystencji) – egzystencjalizm – była już zajęta.
Rand charakteryzowała obiektywizm jako „filozofię życia na ziemi”, opartą na rzeczywistości oraz ukierunkowaną na zdefiniowaniu ludzkiej natury i natury świata, w którym żyjemy.
W „Atlasie Zbuntowanym” Ayn Rand pisze:
„Moja filozofia, w istocie, jest konceptem człowieka jako heroicznego bytu, z własnym szczęściem jako moralnego celu życia, z osiągnięciem produktywności jako najszlachetniejszej czynności oraz rozumem jako jedynym absolutem.”

## Przekonania
Filozofia obiektywizmu odrzuca jako nieracjonalne istnienie istot nadprzyrodzonych, w tym i Boga, głosząc ateizm i antropocentryzm. W zakresie metafizyki akceptuje obiektywną rzeczywistość, za źródło poznania uznaje wyłącznie rozum i logikę, w etyce – interes własny, a w polityce – kapitalizm.
Zgodnie z zasadami etyki obiektywistycznej każdy człowiek powinien kierować się własnym interesem (racjonalnym egoizmem). Rand uznawała, że każdy by przetrwać musi dbać o siebie, zatem doktryna twierdząca, że troszczenie się o siebie jest złem oznacza, że złem jest ludzka chęć przeżycia. Według Rand na tym właśnie polega doktryna altruizmu, którą należy odrzucić, podobnie jak żądanie poświęcania innych dla siebie.
Obiektywiści promują państwo minimalne jako ochraniające system kapitalizmu i nienaruszające praw ludzi, przeciwstawiając się inicjowaniu przemocy. Przeciwstawiają się też wszelkim kompromisom moralnym, uznając je za zgodę na zło.

## Krytyka i nawiązania
Z filozofii obiektywizmu czerpią niektórzy współcześni klasyczni liberałowie i libertarianie. Jest ona jednak często krytycznie oceniana i odrzucana, zarówno przez libertarian, jak i – szczególnie – przez zwolenników ideologii bardziej radykalnych, takich jak anarchokapitalizm.
Filozofia Rand była też krytykowana przez niektórych psychologów, jako promująca fałszywą i bezkrytyczną wiarę w siebie, egoizm oraz izolacjonizm społeczny. Jej tezy w dziedzinie psychologii rozwijał dr Nathaniel Branden.
Filozofia Ayn Rand była także jedną z inspiracji autorów gry komputerowej "BioShock".